# گراند ولی، کلرادو
گراند ولی، کلرادو (به انگلیسی: Grand Valley (Colorado)) یک منطقهٔ مسکونی در ایالات متحده آمریکا است که در کلرادو واقع شده‌است.

## خصوصیات
گراند ولی، کلرادو ۱۴۷٬۰۸۳ نفر جمعیت دارد.